# Byporten

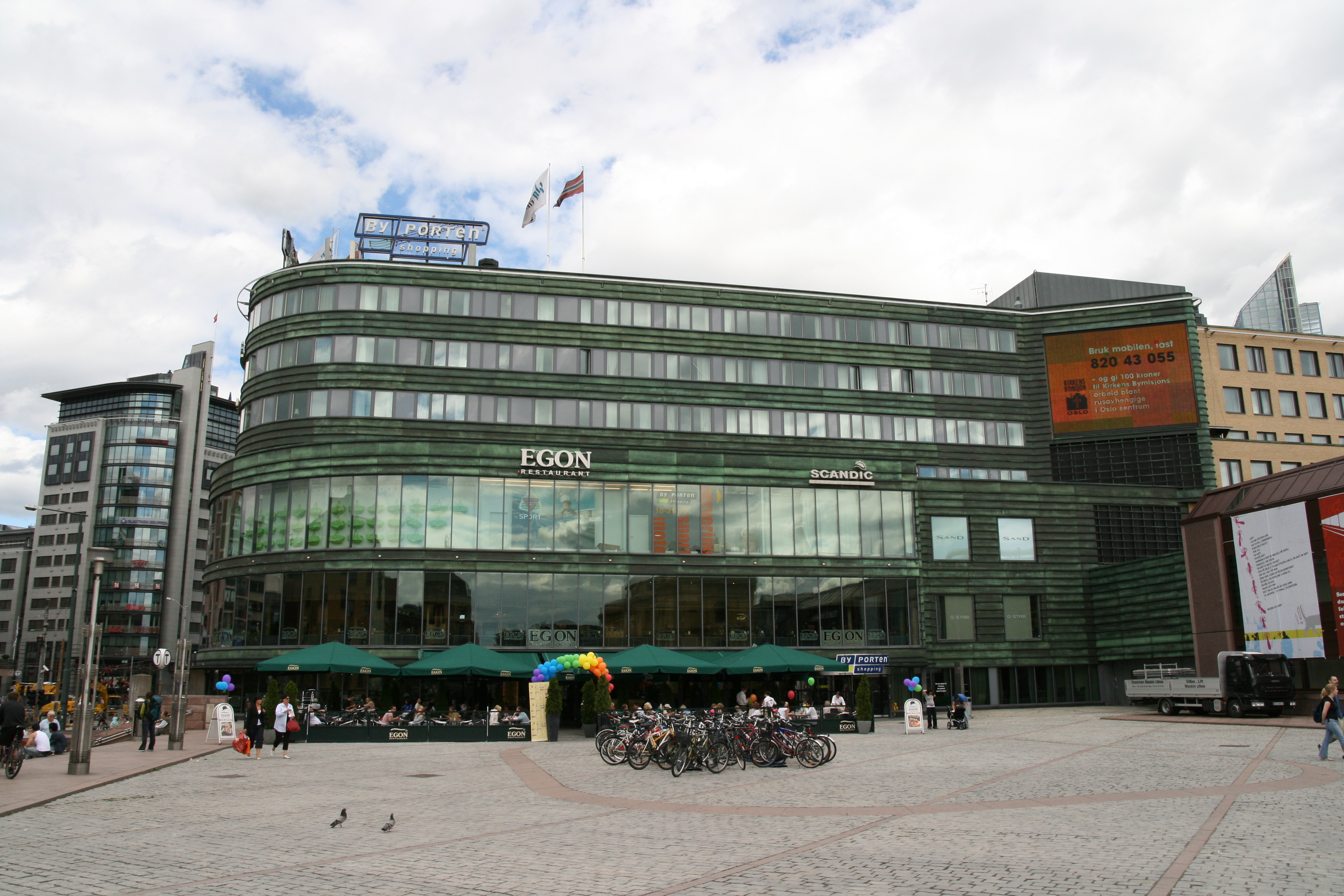
Byporten

Byporten är ett köpcentrum sammanlänkat med Oslo Sentralstasjon. Det ligger vid Jernbanetorget i centrala Oslo. Det har 73 butiker och 12 matställen.